# Tareck El Aissami

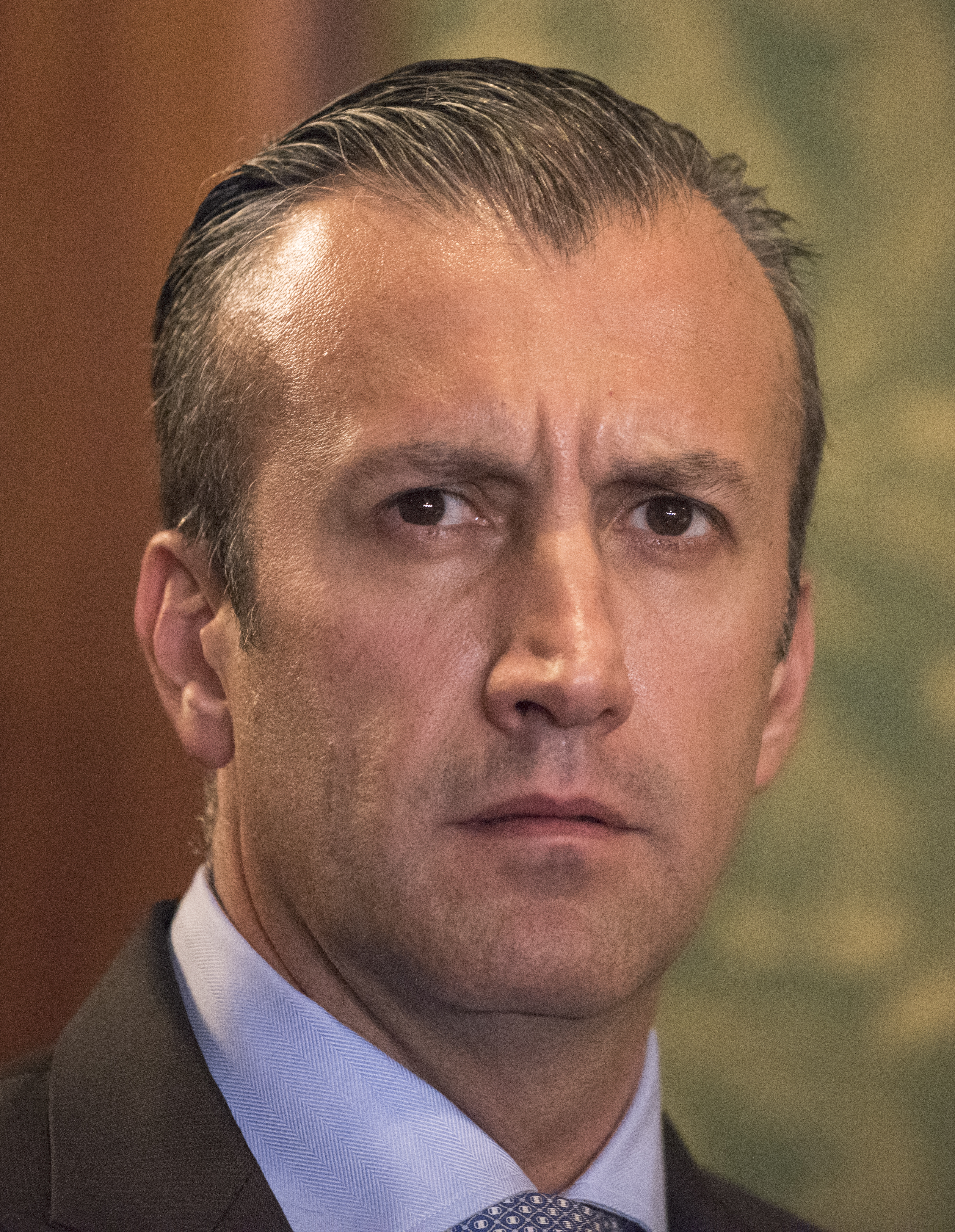
Tareck El Aissami, 2016

Tareck El Aissami (12 november 1974) is een Venezolaanse politicus. Sinds 2018 is hij minister van Industrie en Nationale Productie en sinds 2020 minister van Olie onder president Nicolás Maduro. Eerder was hij ook vicepresident van het land (2017-2018) en gouverneur van Aragua (2012-2017).
Sinds 2019 staat El Aissami samen met zakenman Samark Lopez Bello op de Most Wanted-lijst van de U.S. Immigration and Customs Enforcement op verdenking van de internationale handel in verdovende middelen en het witwassen van geld. Volgens de ICE was hij betrokken bij het verschepen van ruim 1000 kilo verdovende middelen vanuit Venezuela.